# ويندوز سيرفر 2008
خادوم ويندوز 2008 هو أحد أنظمة التشغيل من مايكروسوفت ينحدر من عائلة خوادم الويندوز (Windows Server). تم الانتهاء من تصنيعه في الرابع من فبراير/شباط عام 2008 وتم إصداره بشكل رسمي في 27 فبراير 2008، أي بعد خمس سنوات تقريبـًا من إطلاق خادوم ويندوز 2003. بنى خادوم ويندوز 2008 على نواة ويندوز إن تي الإصدار السادس، تمامًا مثل ويندوز فيستا.

## تاريخه
كان اسمه السابق هو ويندوز سيرفر الاسم الكودي "لونغهورن" وذلك حتى 16 مايو/أيار 2007، حين أعلن رئيس مجلس إدارة مايكروسوفت بل جيتس عن اسمه الرسمي (ويندوز سيرفر 2008) أثناء خطابه في مؤتمر هندسة معدات ويندوز WinHEC.
ظهر أول إصدار بيتا في 27 يوليو/تموز، أما بيتا 2 فأعلن عنها وصدرت في 23 مايو/أيار 2006 في مؤتمر هندسة معدات ويندوز 2006، وأما بيتا 3 فأطلقت للعامة في 25 أبريل/نيسان 2007. تم إطلاق النسخة المرشحة للإطلاق رقم صفر Release Candidate 0 للعامة في 24 سبتمبر/أيلول 2007، وتم إطلاق النسخة المرشحة للإطلاق الأولى للعامة في 5 ديسمبر 2007. تم الانتهاء من إنتاج خادم ويندوز 2008 بصورة نهائية Released-To-Manufacture في 4 فبراير/شباط 2008، وصدر بشكل رسمى في 27 فبراير 2008.

## السمات المميزة
بنى خادم ويندوز 2008 من نفس الشيفرة المصدرية الخاصة بويندوز فيستا، لذا فإنه يشاركه في الكثير من بنيته الأساسية وطريقة عمله. وبما أن الشيفرة مشتركة، فإنه يأتي بمعظم الصفات الفنية والأمنية والإدارية الجديدة الخاصة بويندوز فيستا، مثل الدعم الأفضل للشبكات والتي تم إعادة برمجتها من جديد (دعم أصيل لبروتوكول الإنترنت الإصدار السادس IPv6، ودعم أصيل للشبكات اللاسلكية، وتحسينات خاصة بالسرعة والأمان)، والتثبيت الذي يعتمد على صور القرص Image-based installation، وعملية نشر البرامج Deployment والإفاقة من الأخطاء Recovery، وتشخيص أفضل للمشكلات Diagnostics، والمراقبة، وأدوات تسجيل الأحداث والتقارير، ومميزات أمنية جديدة كميزة BitLocker وكميزة عشوائية طبقة مساحة العنوان Address Space Layout Randomization، وجدار حماية أفضل Windows Firewall مع إعدادات أولية أكثر أمنًا، وتقنيات.NET Framework 3.0، تحديدًا تقنية Windows Communication Foundation و Microsoft Message Queuing و Windows Workflow Foundation، ولب النواة Core Kernel، وتحسينات على نظام الملفات File system والذاكرة. يتم تعريف المعالج والذاكرة على أنهما معدات Plug and Play لتسمح بإضافتهما بدون الحاجة لإعادة التشغيل. وهذا يسمح لموارد النظام بأن يتم تقسيمها Partitioned بصورة ديناميكية باستخدام التقسيم الديناميكى للمعدات Dynamic Hardware Partitioning، بحيث يحتوى كل قسم على ذاكرته ومعالجه ومعدات استضافة الدخل والخرج I/O host bridge devices الخاصة بكل قسم عن الآخر.

### ميزة Server Core
يحتوى خادم ويندوز 2008 على خيار جديد يظهر أثناء التثبيت وهو Server Core، وعندما يتم اختيارها أثناء التثبيت لن يتم تثبيت متصفح الويندوز Windows Explorer، بحيث تتم عمليات الضبط والصيانة بالكامل خلال نوافذ تتيح كتابة الأوامر، أو بالاتصال بعاديا (عن بعد) باستخدام Microsoft Management Console. ولكن من الممكن استخدام بعض البرمجيات مثل المفكرة Notepad والإعدادات الإقليمية.
لا تشمل ميزة Server Core إطار عمل دوت نت ومتصفح الشابكة (الإنترنت) Internet Explorer والكثير من الميزات التي لا علاقة لها بخواص الخوادم الأساسية. من الممكن ضبط جهاز Server Core ليلعب عدة أدوار أساسية مثل: Domain Controller/Active Directory Domain Services و ADLDS (ADAM) وخادم DNS وخادم DHCP وخادم ملفات وخادم طباعة وخادم Windows Media و Terminal Services Easy Print و TS Remote Programs و TS Gateway وخادم ويب IIS 7 والخادم الافتراضى هايبر-في التي من المقرر أن تكون متاحة بعد 180 يوم بعد إصدار خادم ويندوز 2008، وتمت إضافة نسخة تجريبية Beta من هذا البرنامج مع خادم ويندوز 2008. ومن الممكن أيضًا استخدام Server Core لإنشاء cluster للوصول لأعلى درجة من الإتاحة High-Availability باستخدام Failover Clustering أو معادلة حمل الشبكة Network Load Balance.